# Orpheus und Eurydike
Orpheus und Eurydike (Orfeo ed Euridice) (op. 21)  è un'opera lirica in 3 atti e un epilogo composta da Ernst Křenek su libretto di Oskar Kokoschka.

## Storia
L'opera non fu il risultato di una collaborazione diretta tra i due autori. Kokoschka scrisse il dramma nel 1919, mentre Krenek compose la musica tra il 23 aprile e il 31 luglio 1923.
L'opera fu rappresentata per la prima volta allo Staatstheater di Kassel il 27 novembre 1926, con Martin Kremer e Grete Reinhart nei ruoli del titolo.
Il soggetto è tratto dalla mitologia greca. Orfeo è il giovane amante della bella Euridice, la quale è (in segreto) amata da un pastore. Un giorno nel tentativo di sfuggire alle richieste amorose del pastore, Euridice viene morsa da una serpe velenosa che ne causa l'immediata morte.
Orfeo venuto a sapere dell'accaduto scende agli inferi ove, dopo una lunga contrattazione, ottiene di riportare in vita Euridice a patto che durante il percorso di ritorno dagli inferi egli non si volti mai a guardarla.
Orfeo, però, non rispetta il patto stipulato con Ade, e voltandosi a guardarla la perde per sempre. Adirato per l'accaduto e colmo di odio verso il genere femminile, impone a sé stesso di non amare più alcuna donna perché indegna di tale amore.
Le baccanti (veneratrici del dio Bacco) udendo le sue parole, colte da un impeto d'ira, decidono di punire con la morte la sua sfrontatezza.